# Purley on Thames
Purley on Thames è un villaggio e parrocchia civile dell'Inghilterra, appartenente alla contea del Berkshire.